# Jeff Capel (1975)
Felton Jeffrey Capel III, detto Jeff (Fayetteville, 12 febbraio 1975), è un allenatore di pallacanestro ed ex cestista statunitense.
È il figlio di Jeff Capel II e fratello di Jason, a loro volta allenatori.

## Palmarès
- CBA All-Rookie First Team (1998)